# Attaque sans discrimination

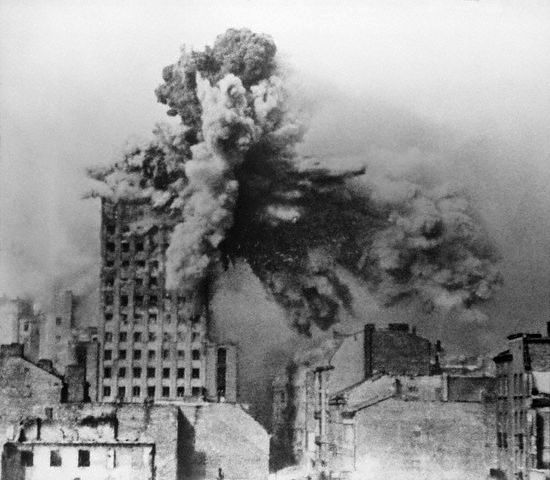
Répression du soulèvement de Varsovie : un obus de deux tonnes tiré par un Mörser Karl tombe sur l'immeuble des assurances britanniques Prudential, le 28 août 1944.

Une attaque sans discrimination ou attaque indiscriminée est, en droit international humanitaire et en droit international pénal, une offensive militaire qui n'établit pas de différence entre objectifs militaires et objets (civils) protégés. Une attaque indiscriminée frappe aussi bien les cibles militaires que les civils, ce qui viole le principe de distinction entre combattants et civils. Ce type d'attaque ne se confond pas avec l'attaque directe (ou délibérée) contre des civils ; le concept englobe diverses possibilités : les cas où les auteurs se montrent indifférents à la nature des cibles ; où les auteurs recourent à des tactiques ou des armes qui, par leur nature même, frappent sans distinction (par exemple : arme à sous-munitions, mines antipersonnel, bombes nucléaires) ; et les cas où l'attaque est disproportionnée, car elle est susceptible de provoquer une quantité excessive de victimes civiles et de dégâts aux biens protégés.
Les attaques indiscriminées sont interdites à la fois par le Protocole I des Conventions de Genève (1977) et par le droit international coutumier. Elles constituent un crime de guerre selon le Statut de Rome de la Cour pénale internationale ; les auteurs de ces attaques sont passibles de poursuites et risquent d'être traduits en justice devant des tribunaux internationaux et nationaux.

## Définition

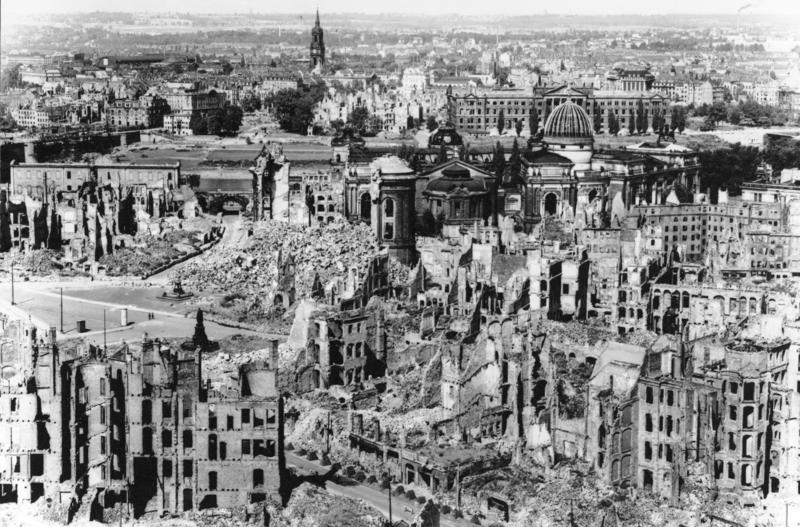
Selon les estimations, le bombardement de Dresde (13-15 février 1945) a tué 25000 personnes ; l'offensive est souvent définie comme une attaque aérienne sans discrimination.

Une attaque sans discrimination est une offensive militaire qui omet de différencier, d'une part les objectifs militaires légitimes et d'autre part, les personnes et biens qui bénéficient de la protection du droit international humanitaire (DIH).
La protection concerne les civils ainsi que les biens civils qui ne concourent pas vraiment aux opérations militaires et dont la destruction n'offre aucun avantage militaire déterminé. Aux termes du DIH, sont également protégés les biens indispensables à la vie de la population civile, les biens culturels, les lieux de culte, les localités, habitations et bâtiments sans défense ou les « ouvrages et installations contenant des forces dangereuses », comme les centrales nucléaires, les barrages et les digues, ainsi que l'environnement naturel, qui ne doit pas être exposé à des dommages étendus, durables et graves.

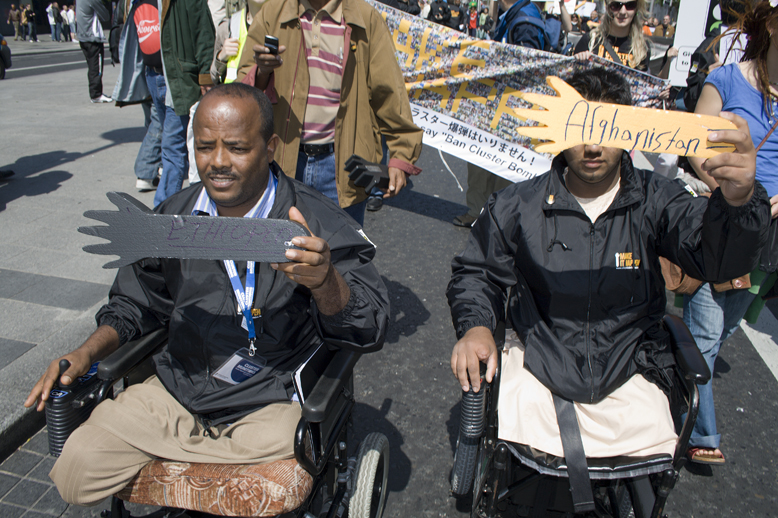
Manifestants en mai 2008 lors de la conférence diplomatique de Dublin sur les armes à sous-munitions, qui a abouti à la Convention sur les armes à sous-munitions.

Les attaques sans discrimination frappent à la fois des objectifs militaires et des infrastructures protégées, ce qui enfreint le principe de distinction entre combattants et civils. Contrairement aux attaques directes contre des personnes ou objets civils, où l'agresseur s'efforce délibérément de frapper des civils (par exemple, pour semer la terreur dans la population et lui saper le moral), des attaques indiscriminées signifient que l'agresseur est indifférent à la nature militaire ou non des cibles et mène ses opérations sans tenir compte des effets qu'elles peuvent provoquer parmi les civils. Dans le concept d'attaque sans discrimination, l'état d'esprit de l'agresseur est central et il convient de le déterminer en tenant compte de ce qu'on appelle le brouillard de guerre, c'est-à-dire en sachant que les informations dont il dispose au moment de l'attaque peuvent être erronées ou parcellaires.
La notion d'attaque sans discrimination figure dans l'article 51 du Protocole additionnel I aux Conventions de Genève émis en 1977. Les attaques sans discrimination surviennent quand l'attaquant recourt à des tactiques ou des armes qui frappent des cibles sans les différencier et lance des offensives disproportionnées.
Il existe divers exemples du premier type : dépôt de bombes sur le territoire ennemi dans l'espoir de frapper, éventuellement, un objectif militaire ; tirer à l'aveuglette sans vérifier que la cible est de nature militaire ; mener des attaques aériennes dans des conditions visuelles limitées ; lancer une offensive avec des armes imprécises contre un objectif militaire situé à courte distance d'infrastructures civiles ; et faire usage d'armes qui, par leur nature même, frappent indifféremment les alentours, comme les armes à sous-munitions et les mines antipersonnel, sans avoir pris les précautions nécessaires. En outre, l'arme nucléaire, bien qu'elle ne soit pas prohibée en tant que telle selon le droit international coutumier, enfreint généralement l'interdiction des attaques sans discrimination.
Les attaques sans discrimination enfreignent également le principe de proportionnalité : les attaques sont dites disproportionnées. Par le passé, si une attaque visait un objectif militaire, tout préjudice causé aux civils et aux infrastructures civiles était accepté sous le nom de « dommage collatéral ». Or, selon le DIH actuel, quand une attaque contre un objectif militaire légitime provoque des dommages collatéraux, elle est examinée sous l'angle du principe de proportionnalité,, : les pertes dans la population civile et les dégâts aux biens civils ne doivent pas être « excessifs par rapport à l'avantage militaire concret et direct attendu » à l'issue de cette attaque, comme le précise le Protocole I dans son article 51. Ce principe élémentaire figure aussi dans l'article 57.

## Statut juridique selon le droit national et international
L'interdiction des attaques sans discrimination est prévue à l'article 41(4) et (5) du Protocole I et elle est généralement tenue comme une norme dans le droit international coutumier,. Bien que le Protocole I ne s'applique qu'aux conflits armés internationaux et aux États signataires de ce traité international, l'interdiction des attaques indiscriminées fait partie des règles du droit international coutumier et il est applicable tant dans les conflits armés internationaux que non internationaux (guerre civile),, ; cette règle s'applique également aux États qui ne sont pas parties au Protocole I, comme l'Inde et les États-Unis. L'interdiction des attaques sans discrimination peut aussi être déduite comme la conséquence nécessaire du principe de distinction entre combattants et civils. Le principe de distinction relève du droit international coutumier et justifie d'autres règles analogues, comme l'interdiction ou la limitation des famines, des sièges et des représailles contre des civils, des biens civils et d'autres personnes ou biens protégés.
L'interdiction des attaques sans discrimination figure dans de nombreux manuels militaires nationaux ainsi que dans des déclarations officielles et des pratiques de terrain ; entreprendre ce type d'attaques est un crime selon la législation de divers pays.
Les attaques sans discrimination sont aussi reconnues et poursuivies en tant que crimes de guerre selon le Statut de Rome de la Cour pénale internationale.

## Histoire

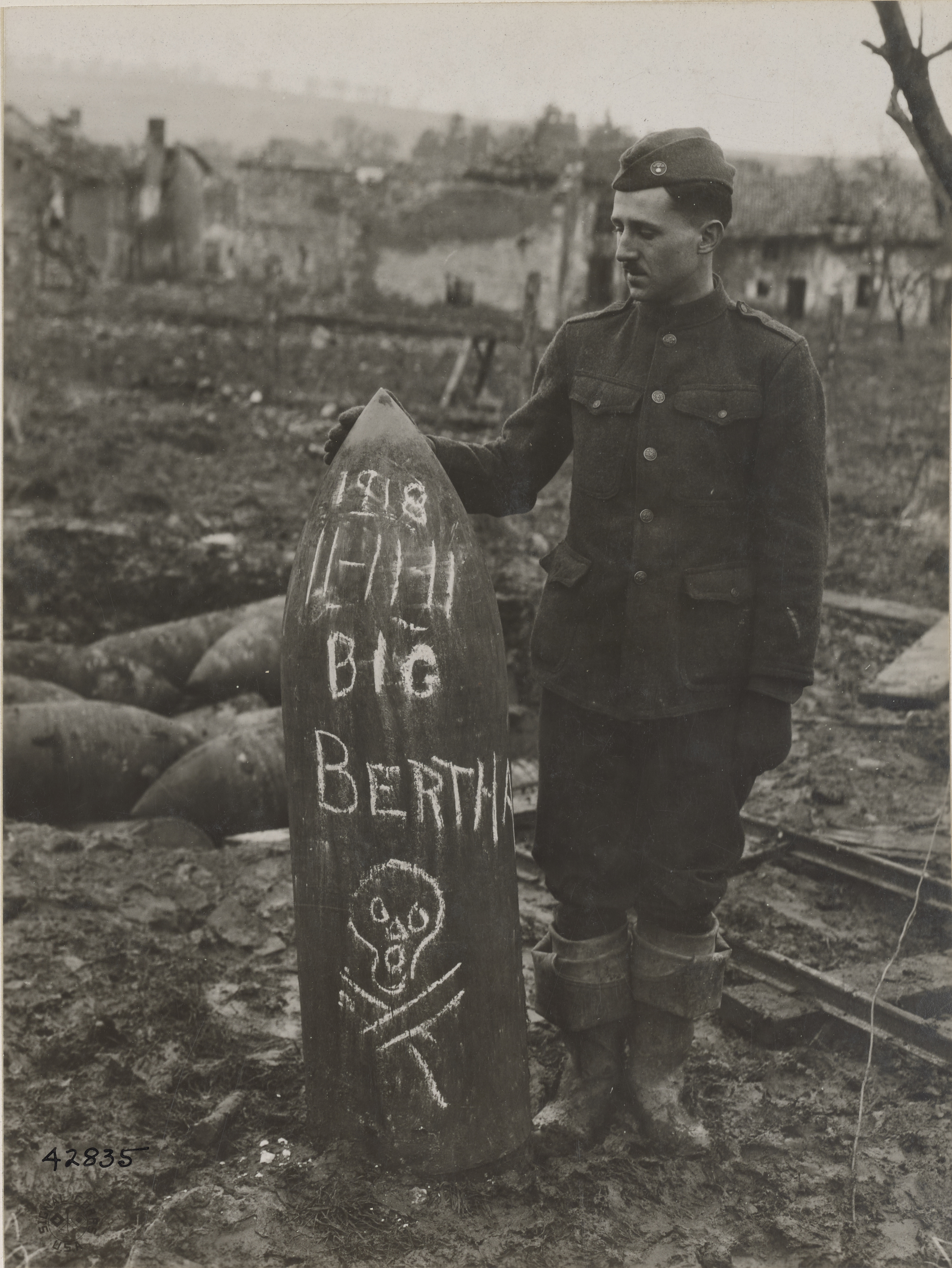
La Grosse Bertha. En général, les obus destinés aux canons de 42 centimètres mesuraient 1,5 mètre de long et pesaient entre 400 et 1160 kg.

### Avant la Seconde Guerre mondiale
Les motifs conduisant à l'interdiction des attaques sans discrimination sont établis par l'un des fondateurs du droit international, Francisco de Vitoria. Dans sa deuxième Leçons sur les Indiens et sur le droit de guerre (1532), il est possible de lire un passage précurseur du principe moderne de proportionnalité : « Si l'on ne peut attendre de l'assaut d'une forteresse (…) où se trouvent de nombreux innocents qu'il ait peu d'effet sur l'issue finale de la guerre, il ne serait pas juste, dans le but d'attaquer quelques coupables, de tuer les nombreux innocents en utilisant le feu, des engins de guerre ou d'autres moyens susceptibles d'accabler indifféremment innocents et coupables. »
À l'époque moderne, la première tentative de codification en faveur d'une interdiction générale d'attaques sans discrimination remonte aux Règles de la Haye sur le combat aérien en 1923, mais celles-ci ne sont jamais entrées en vigueur,. Ce projet est ébauché en conséquence de la Première Guerre mondiale, où le recours au bombardement aérien des villes (en) devient courant pour la première fois. Les bombardements stratégiques menés par l'armée allemande avec des unités volantes (comme les attaques par les zeppelins) contre l'Angleterre et lors du siège d'Anvers) ainsi que l'artillerie de longue portée (comme la Grosse Bertha) amènent les juristes à s'interroger sur la manière de limiter les attaques militaires indiscriminées. Les Règles de la Haye proposent que, dans les cas où les cibles militaires « sont situées de telle façon, qu'il est impossible de les bombarder sans conduire au bombardement sans discrimination de civils, les aéronefs doivent s'abstenir de bombarder ». Bien que cette idée reçoive l'appui des États-Unis, la France et le Royaume-Uni rejettent les Règles de la Haye. Lors de la Conférence de désarmement mondiale de 1932, le gouvernement britannique avance que les limitations sur le combat aérien ne devraient pas s'appliquer aux colonies ; comme le déclare Lloyd George : « nous avons insisté pour nous réserver le droit de bombarder des nègres » [we insisted on reserving the right to bomb niggers],.

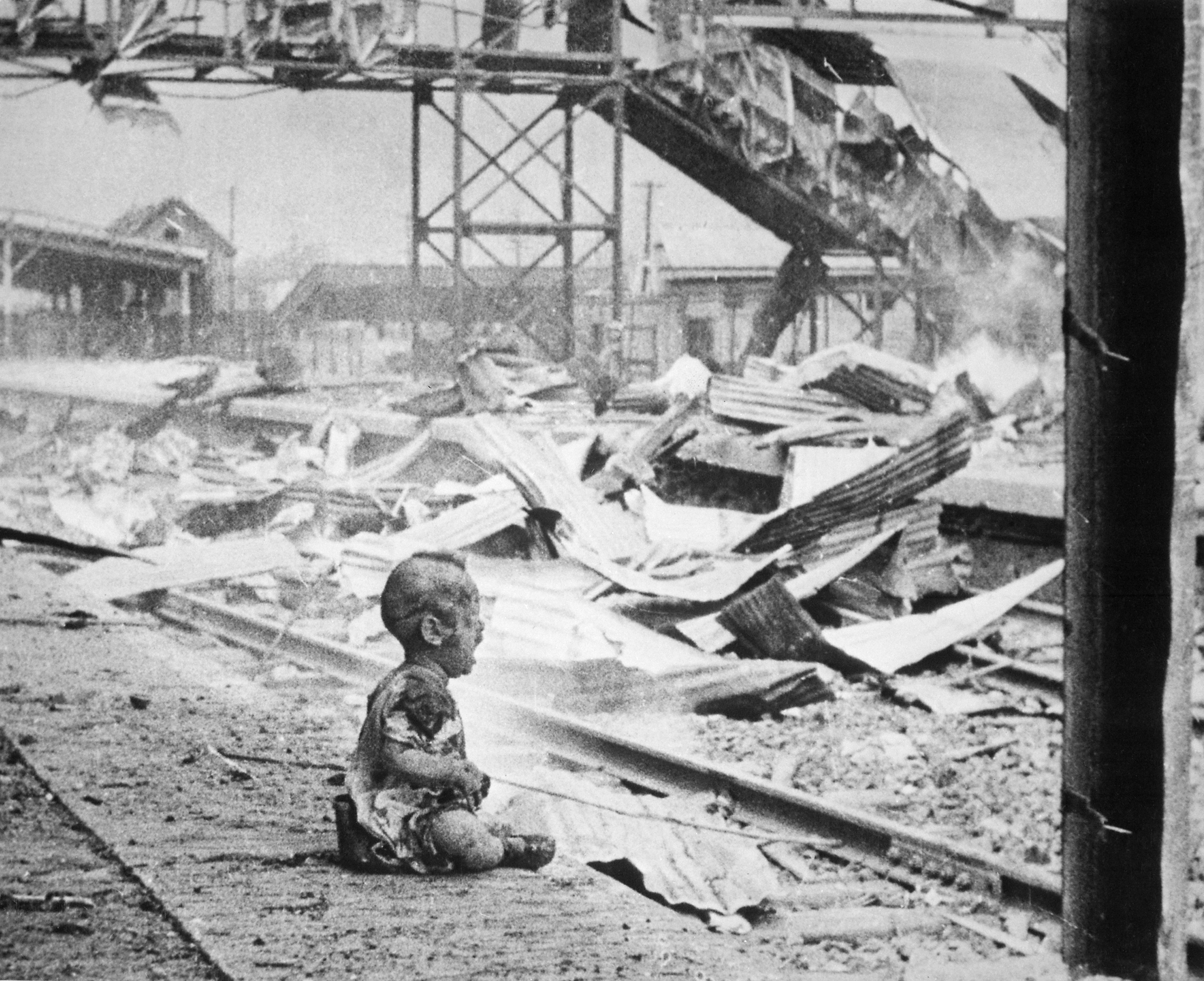
La photo Samedi sanglant montre un bébé brûlé et terrifié après une attaque aérienne lors de la bataille de Shanghai (1937).

Avant la Seconde Guerre mondiale, les attaques sans discrimination les plus mortelles se produisent hors d'Europe, pendant la seconde guerre italo-éthiopienne (1935-1936), l'invasion japonaise de la Mandchourie (1931-1932) et de la Chine (1937-1945). Toutefois, ce n'est que pendant la guerre civile espagnole (1936-1939), en conséquence du siège de Madrid, du bombardement de Guernica et d'autres villes, que les bombardements indiscriminés contre des populations captent l'attention du public occidental. Malgré les efforts du CICR et la proposition, en 1938, d'un projet de loi pour la protection des populations civiles contre les nouvelles machines de guerre — qui n'est jamais devenu contraignant sur le plan légal — la Seconde Guerre mondiale éclate alors qu'il n'existe aucun régime international qui interdise les attaques sans discrimination. Les clauses fondamentales sur les limites de la guerre aérienne, présentées à la quatrième convention de la Haye en 1907, interdisent de bombarder des villes sans défense mais autorisent les offensives contre des villes dotées d'une défense ou contre des villes subissant un assaut terrestre. D'après le droit international de l'époque, « le bombardement indiscriminé d'une ville dotées de défense ou d'un secteur doté de défenses est licite », comme l'a montré le tribunal du district de Tokyo dans l'affaire Ryuichi Shimoda c. l'État (en) en 1963.

### Pendant et après la Seconde Guerre mondiale

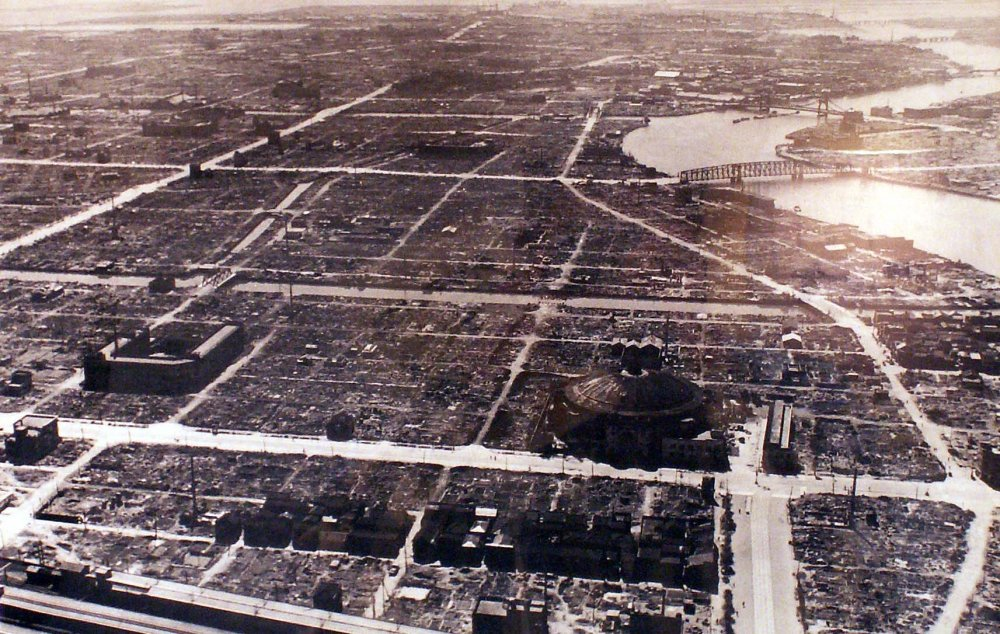
Mars 1945 : les bombardements de Tokyo constituent l'offensive aérienne unique la plus meurtrière de la Seconde Guerre mondiale : elle cause quelque 100000 morts parmi les civils et un million d'autres deviennent sans abri.

Au commencement de la guerre, Franklin D. Roosevelt s'efforce de réduire le nombre de victimes en lançant un appel aux belligérants pour qu'ils s'abstiennent de bombarder les villes ouvertes. Les gouvernements allemand, français et britannique acceptent cet appel,, ce qui produit des effets visibles sur le terrain car, pendant la Seconde Guerre, les autorités disposent de la possibilité de déclarer une « ville ouverte », à condition d'abandonner tout effort de défense, ce qui évite les bombardements ; cette politique est appliquée à Paris, Bruxelles, Rome, Athènes et ailleurs. Toutefois, la grande majorité des villes sont défendues et subissent des bombardements intenses pendant la guerre ; Heinrich Himmler déclare qu'« aucune ville allemande ne sera déclarée [ville] ouverte » : des milliers de civils meurent à l'issue des bombardements massifs pendant les six années que dure la guerre. Tant les puissances de l'Axe que les puissances alliées larguent des tapis de bombes, comme — du côté de l'Axe — les attaques contre Guernica, Wieluń, Rotterdam, Varsovie, Londres, Coventry, Shanghai et Chongqing et — du côté allié — les bombardemens contre Cologne, Berlin, Hambourg, Dresde ainsi que contre plusieurs villes japonaises, dont le bombardement de Tokyo,. Selon les normes actuelles du droit international humanitaire, la plupart de ces opérations seraient qualifiées d'attaques délibérées contre des civils plutôt que d'attaques indiscriminées, car cette stratégie visait explicitement à démoraliser les adversaires.
Durant la dernière année de la guerre, l'armée allemande met au point l'exemple le plus spectaculaire d'arme sans discrimination : la « bombe volante », c'est-à-dire les armes V (missiles V1, V2 et canon V3). Ces missiles balistiques de longue portée ne peuvent pas être réglés pour atteindre un objectif militaire particulier ; au contraire, ils sont pointés dans la direction générale de vastes zones métropolitaines,. Ils « étaient tout juste capables de frapper une ville en particulier, et donc incapables de viser un point précis dans une ville ». Les Japonais possédaient d'autres armes, tout aussi imprécises mais moins efficaces : les ballons incendiaires Fugo, première arme intercontinentale. Parmi les armes n'opérant pas de distinction, les plus meurtrières sont les bombes A lâchées par les États-Unis au-dessus d'Hiroshima et Nagasaki.
Après la guerre, les dirigeants allemands et japonais ne sont pas traduits en justice concernant les attaques délibérées et sans discrimination contre des populations civiles. Les Alliés avaient égalé, voire surpassé, les campagnes de bombardements de l'Axe ; lors des procès de Nuremberg et de Tokyo, nul n'a tenté d'établir que les attaques sans discrimination constituent des crimes de guerre,,. Pendant les négociations de la Convention de Genève en 1949, la protection des civils suscite la controverse et les envoyés britanniques s'opposent à toute restriction sur la liberté de mener des bombardements ; à l'époque, tant la France que le Royaume-Uni commence à recourir aux bombardements comme « instrument politique » contre leurs colonies en rébellion. Entre la Seconde Guerre mondiale et 1977, la France commet des bombardements massifs à Madagascar pour mater l'insurrection malgache (1947-1949) et en Algérie contre les insurgés (1954-1962, après la répression de 1945) ; le Royaume-Uni agit de même au Kenya (en) contre la révolte des Mau Mau (1953-1956) et en Malaisie qui combat pour l'indépendance (1948-1960) ; les États-Unis participent à des attaques indiscriminées en Corée (1950-1953) et au Viêt Nam, surtout pendant l'opération Linebacker II (1972).

### Protocole I de 1977 additionnel aux Conventions de Genève
Une interdiction générale des attaques sans discrimination est prononcée dans le Protocole additionnel I en 1977. Au cours de la conférence diplomatique pour préparer le protocole, certains délégués évoquent la possibilité d'assouplir les règles à l'encontre de l'agresseur mais plusieurs délégations rejettent cette proposition qui est finalement abandonnée par la conférence. La conférence diplomatique attache une grande importance aux interdictions sur les attaques délibérées et indiscriminées contre les civils figurant dans l'article 51 : en effet, il est impossible d'émettre des réserves sur cette clause et l'infraction à l'article 51 est qualifiée de « manquement grave », équivalent à un crime de guerre, selon l'article 85.
En 2022, 174 États avaient ratifié le Protocole I ; certaines exceptions notables sont l'Inde, l'Iran, Israël, le Pakistan, la Thaïlande et les États-Unis. Toutefois, des pratiques d'attaques sans discrimination persistent pendant l'occupation du Timor-Oriental par l'Indonésie (1975-1979), la guerre civile du Salvador (1979-1992), dans le cadre du conflit israélo-palestinien (attaques d'Israël à la roquette par les Palestiniens, bombardement du Liban (en), siège de Beyrouth en 1982). Des attaques indiscriminées, ainsi que plusieurs attaques délibérées contre des civils, sont particulièrement meurtrières pendant la guerre d'Afghanistan : le bombardement de Herat aurait, à lui seul, tué 20 000 personnes. Dans les années 1980 et 1990, des attaques indiscriminées sont observées dans la guerre des Villes (en) (1984-1988) au cours du conflit Iran-Irak, pendant la bataille de Kaboul (1992–1996), la guerre du Haut-Karabagh entre l'Arménie et l'Azerbaïdjan, et pendant les première et seconde guerre de Tchétchénie, notamment lors des ravages des batailles de Grozny en 1994-1995 et en 1999-2000.

### Depuis la guerre du Golfe

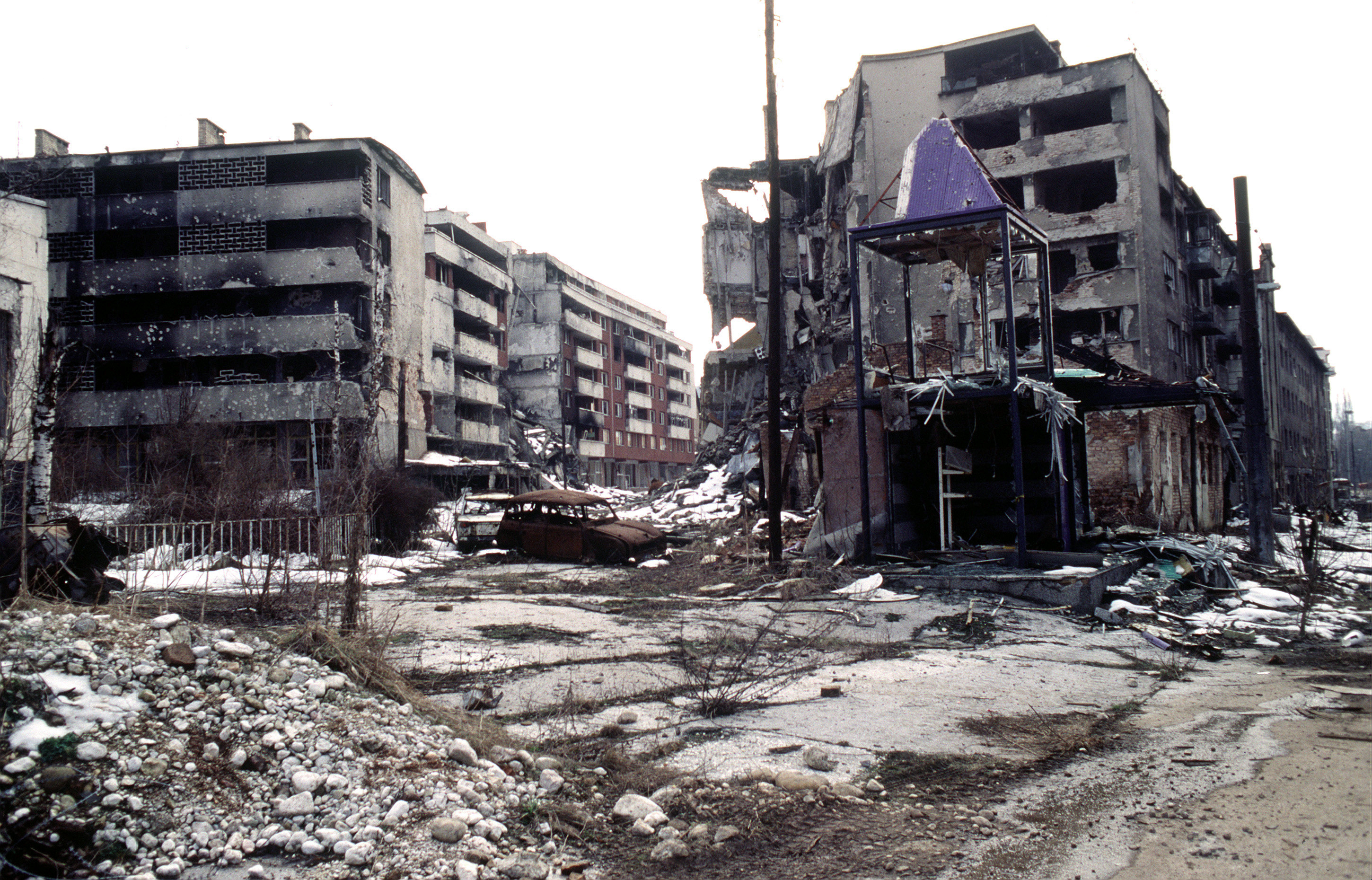
1996 : bâtiments à Grbavica, près de Sarajevo.

Les conflits commencés en 1991, comme la guerre du Golfe et les guerres de Yougoslavie, y compris la guerre du Kosovo, sont considérés comme les premières tentatives d'éviter les dégâts indiscriminés des opérations militaires ; l'utilisation de bombes guidées y jouent un rôle central. Même si les bombardements de la guerre du Golfe ont détruit des infrastructures essentielles en Irak, ce qui a provoqué la mort de dizaines de milliers de civils, certains commentateurs y voient « la campagne de raids aériens la plus efficace de l'histoire en termes de distinction », car un nombre relativement faible de civils irakiens (environ 3 000) meurent directement sous les bombes.
Au moment de la guerre du Golfe, de nombreux experts en droit émettent des doutes sur l'idée que le Protocole I ait modifié le droit international coutumier et que, par conséquent, il s'impose aux États-Unis, qui n'avaient pas signé la convention. Human Rights Watch publie un rapport qui soutient que « maintes clauses du Protocole », y compris l'interdiction d'offensives disproportionnées et d'autres attaques indiscriminées, « réaffirment, clarifient ou codifient des restrictions préexistantes du droit coutumier à l'égard des méthodes et des moyens de combat et, partant, s'imposent à toutes les nations, indépendamment de leur ratification ».
La guerre de Gaza de 2008-2009 est marquée par l'utilisation indiscriminées d'attaques d'Israël à la roquette par les Palestiniens et par des raids aériens indiscriminés de l'Armée de défense d'Israël, comme l'a relevé le rapport Goldstone des Nations-unies.
Au cours de l'invasion de l'Ukraine par la Russie en 2022, la Russie a entrepris de manière répétée des attaques sans discrimination sur des secteurs présentant une forte densité de population,,.